# Lietuvos Lyga 1996-1997
L'edizione 1996-1997 della Lietuvos Lyga fu la settima del massimo campionato lituano dal ritorno all'indipendenza; vide la vittoria finale del Kareda Šiauliai, giunto al suo 1º titolo.
Capocannoniere del torneo fu Remigijus Pocius (Kareda Šiauliai), con 14 reti.

## Formula
La formula cambiò leggermente rispetto alla stagione passata: le squadre salirono da 15 a 16 con la retrocessa JR Klaipėda sostituita da Ranga-Politechnika Kaunas ed Interas, ritornata al massimo campionato dopo una sola stagione. Questa volta il campionato non fu diviso in due fasi, ma, con i verdetti degli spareggi, furono confermati i due gironi (A per il titolo e B per la retrocessione), della seconda fase della stagione precedente (con i soli innesti Ranga-Politechnika ed Interas al posto di JR Klaipėda nel Girone B).
Entrambi i gironi erano quindi costituiti da 8 squadre, che si incontrarono in un doppio girone di andata e ritorno, per un totale di 28 partite per squadra; l'Ukmergė, però, che militava nel Girone B, si ritirò dopo 14 gare, per cui le altre squadre del Girone B disputarono solo 26 incontri
Le ultime due classificate del Girone B retrocessero.

## Classifica finale

### Gruppo A - campionato
|                     | Pos. | Squadra         | Pt | G  | V  | N  | P  | GF | GS | DR  |
| ------------------- | ---- | --------------- | -- | -- | -- | -- | -- | -- | -- | --- |
| Lituania (bandiera) | 1.   | Kareda Šiauliai | 64 | 28 | 19 | 7  | 2  | 61 | 12 | +49 |
|                     | 2.   | Žalgiris        | 56 | 28 | 17 | 5  | 6  | 56 | 19 | +37 |
|                     | 3.   | Inkaras Kaunas  | 53 | 28 | 15 | 8  | 5  | 41 | 19 | +22 |
|                     | 4.   | FBK Kaunas      | 41 | 28 | 12 | 5  | 11 | 33 | 31 | +2  |
|                     | 5.   | Ekranas         | 34 | 28 | 8  | 10 | 10 | 28 | 32 | -4  |
|                     | 6.   | Panerys Vilnius | 26 | 28 | 6  | 8  | 14 | 20 | 40 | -20 |
|                     | 7.   | Atlantas        | 18 | 28 | 4  | 6  | 18 | 21 | 66 | -45 |
|                     | 8.   | Žalgiris-2      | 16 | 28 | 3  | 7  | 18 | 19 | 60 | -41 |

### Gruppo B - retrocessione
|  | Pos. | Squadra                   | Pt | G  | V  | N | P  | GF | GS | DR  |
|  | ---- | ------------------------- | -- | -- | -- | - | -- | -- | -- | --- |
|  | 9.   | Lokomotyvas Vilnius       | 53 | 26 | 15 | 8 | 3  | 44 | 13 | +31 |
|  | 10.  | Ranga-Politechnika Kaunas | 50 | 26 | 14 | 8 | 4  | 27 | 9  | +18 |
|  | 11.  | Mastis Telšiai            | 43 | 26 | 13 | 4 | 9  | 29 | 24 | +5  |
|  | 12.  | Banga Gargždai            | 42 | 26 | 12 | 6 | 8  | 35 | 22 | +13 |
|  | 13.  | Tauras                    | 32 | 26 | 10 | 2 | 14 | 24 | 33 | -9  |
|  | 14.  | Interas                   | 25 | 26 | 7  | 4 | 15 | 26 | 37 | -11 |
|  | 15.  | Mūša Ukmergė              | 18 | 14 | 5  | 3 | 6  | 13 | 13 | +0  |
|  | 16.  | Panerys-2 Vilnius         | 12 | 26 | 3  | 3 | 20 | 14 | 61 | -47 |

### Verdetti
- Kareda Šiauliai Campione di Lituania 1996-97.
- Panerys-2 Vilnius retrocesso II lyga; FK Ukmergė ritirato nel corso della stagione.